# Platylabus lieftincki
Platylabus lieftincki är en stekelart som beskrevs av Heinrich 1934. Platylabus lieftincki ingår i släktet Platylabus och familjen brokparasitsteklar. Inga underarter finns listade i Catalogue of Life.